# Чибо-Маласпина
Фамилията Чибо-Маласпина (на италиански: Cybo-Malaspina) е италиански княжески дом, който господства в Херцогство Маса и Карара от 1553 до 1790 г.

## История
През 1481 г. Антонио Алберико II Маласпина става маркиз на Маса и суверенен господар на Карара – позиция, която споделя с брат си Франческо (починал през 1484 г.). През 1483 г. брат му се разбунтува срещу него, но е победен, заточен и приема статуса на претендент за трона, а законната му мъжка линия изчезва през 1835 г. Без мъжки наследници, в контраст с правилата за наследяване на Маласпина, които изключват жени, Антонио Алберико II определя най-голямата си дъщеря от Лукреция д'Есте, Елеонора, за наследничка на феодалните владения. През 1515 г. Елеонора се омъжва за богатия генуезки благородник Шипионе Фиески, граф на Лаваня и патриций на Генуезката република, за да се възползва от подкрепата на могъщия си съсед. Същата година обаче тя умира.
След периода на траур, на следващата година маркизът омъжва втората си дъщеря Ричарда за вдовеца Шипионе. Бракът продължава четири години, до смъртта на съпруга, но той няма наследници. Година по-рано, през 1519 г., Антонио Алберико II умира и дъщеря му го наследява като първия суверен на Маса и Карара. Млада (на 22 години), вдовица, сираче, със съмнителни права над маркграфството, маркизата вижда решението на тези проблеми в брачна връзка с влиятелно италианско семейство. Така на 14 май 1520 г. тя се омъжва за Лоренцо Чибо (1500 - 1549), граф на Ферентило, втори син на Франческето Чибо, потомък на папа Инокентий VIII) и Мадалена де Медичи (дъщеря на Лоренцо Великолепни). Младоженецът се радва на подкрепата на Генуа и Рим, като папа Лъв X е негов чичо, а кардинал Иноченцо Чибо – негов брат. Лоренцо е известен и до днес с изящния портрет, който известният художник Пармиджанино му прави през 1540 г., когато е на 24 год. и е заема длъжността „Командир на папската гвардия“. Портретът се съхранява се в Държавния музей за изкуство в Копенхаген.
Династията Чибо-Маласпина произлиза от брака на Ричарда с Лоренцо. Първият ѝ представител е Алберико I, а последният – херцогиня Мария Тереза (1725 - 1790), съпруга на херцога на Модена и Реджо Ерколе III д'Есте. Тяхната наследница Мария Беатриче (1750-1829) е херцогиня на Маса и принцеса на Карара. След нейната смърт феодът е анексиран към Херцогство Модена и Реджо, управлявано от петия ѝ син Франческо IV, роден от съюза с Фердинанд фон Хабсбург-Есте, син на императрица Мария Тереза Австрийска. Родът изчезва през 1875 г. с бившия херцог Франц V, лишен от мъжко потомство.